# Victoria (pel·lícula de 2016)
Victoria és una pel·lícula francesa dirigida per Justine Triet, estrenada l'any 2016. Ha estat doblada i subtitulada en català.
L'any 2017, el film va ser nominat cinc vegades als Cèsar, entre els quals el del millor film i de la millor actriu.

## Argument
Victoria Spick és una jove advocada en plena tempesta. Mentre assisteix un matrimoni, una jove és ferida d'un cop de ganivet i un dels seus amics (el company de la dona) és acusat. Encara que molesta amb la idea de defensar una de les seus coneguts, ho accepta finalment. Al mateix temps, desbordada per la gestió del seu dia a dia, contracta Sam, un antic traficant que ha estrenada dels negocis, com « cangur » per vigilar les seves dos petites filles. Descobreix d'altra banda que el seu ex, que ambiciona ser escriptor, ha publicat sobre internet un relat inspirat de la seva història carregant-li tots els mals. Malgrat el seu dinamisme, Victoria és a la vora de la crisi, tant professionalment com sentimentalment …

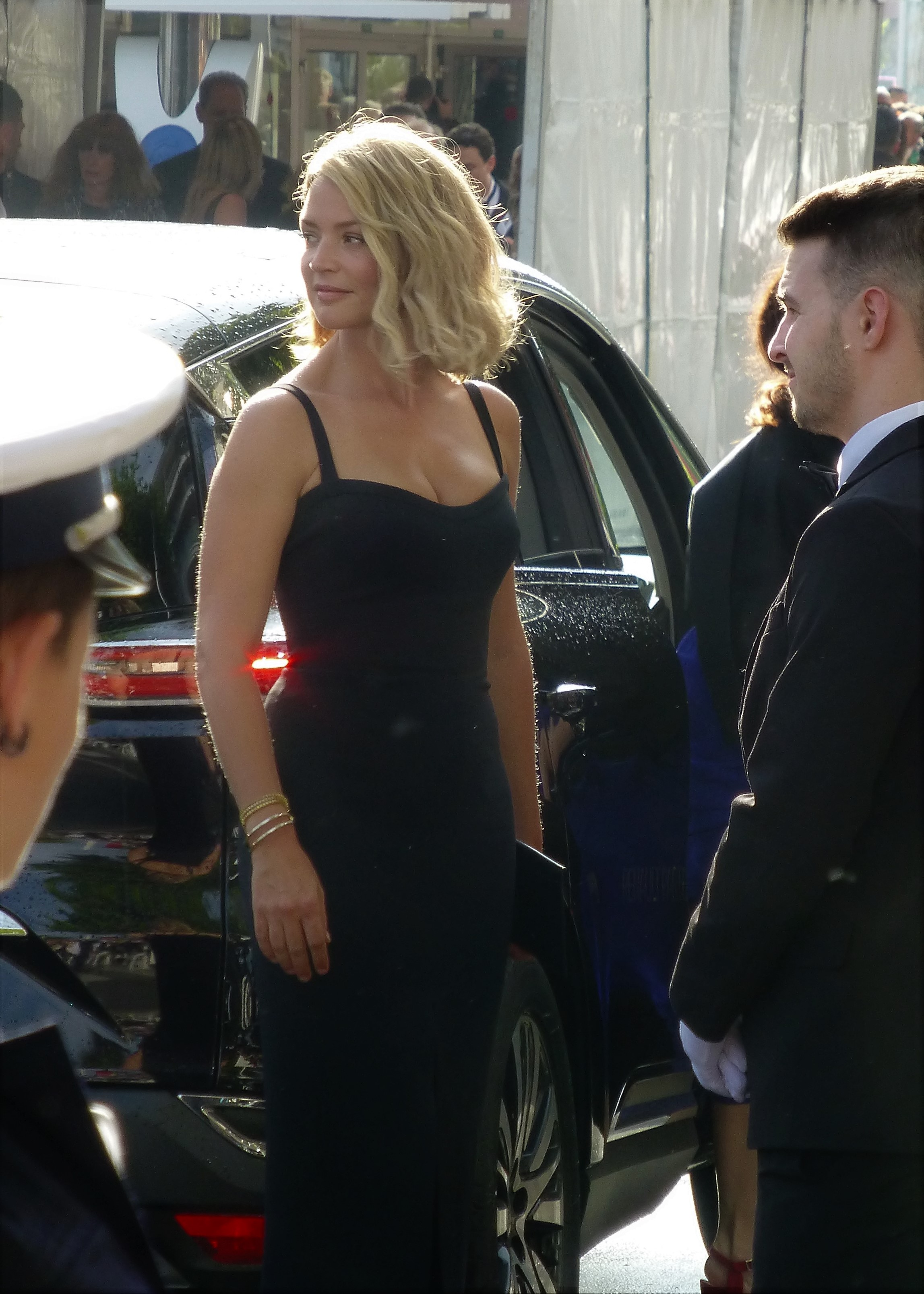
L'actriu principal Virginie Efira al Festival de Canes 2016.

## Repartiment
- Virginie Efira: Victoria Spick
- Vincent Lacoste: Sam
- Melvil Poupaud: Vincent, el client de Victoria
- Laurent Poitrenaux: David, l'ex de Victoria
- Laure Calamy: Christelle, la col·lega de Victoria
- Alice Daquet: Eve, la demandant
- Julie Moulier: la presidenta del tribunal a Nantes
- Pedra Mall: el psicòleg
- Sabrina Seyvecou: Suzanna
- Sophie Fillières: Sophie
- Marc Ruchmann: el amant d'un vespre n° 2
- Arthur Mazet: el primer cangur
- Arthur Harari: l'educador del ximpanzé
- Clara Burger: Leslie Cavaller
- Elsa Wolliaston: la vident
- Aurélien Bellanger: el veí de taula de Victoria al matrimoni
- Hector Obalk: el president del tribunal a París
- Vincent Dietschy: El acupuntor
- Thomas Lévy-Lasne: Axel
- Antoine Bueno: L'expert veterinari

## Rodatge
El rodatge va tenir lloc a París (estació Montparnasse, ...), Nanterre (prefectura), Champs-sur-Marne (façana i escala de l'escola ESIEE París), als estudis de Bry-sur-Marne

## Premis
- 2016: Premis César: 5 nominacions incloent-hi millor pel·lícula i actriu (Efira)

## Crítica
- "[Triet] encerta amb els seus divertits diàlegs, veloços i vitriòlics. I en el seu retrat de l'empoderada protagonista (...) Però acabar amb els clixés de la romcom demanda una mica més (…) Puntuació: ★★★ (sobre 5)"[5]
- "La vida sexual de Victoria és l'aspecte menys interessant de 'In Bed With Victoria' (...) El que Triet ha fet és demostrar que la gent pot permetre's ser complicada — i de vegades contradictòria."[6]